# Antiblemma penelope
Antiblemma penelope är en fjärilsart som beskrevs av William Schaus 1911. Antiblemma penelope ingår i släktet Antiblemma och familjen nattflyn. Inga underarter finns listade i Catalogue of Life.